# Trem de jardim

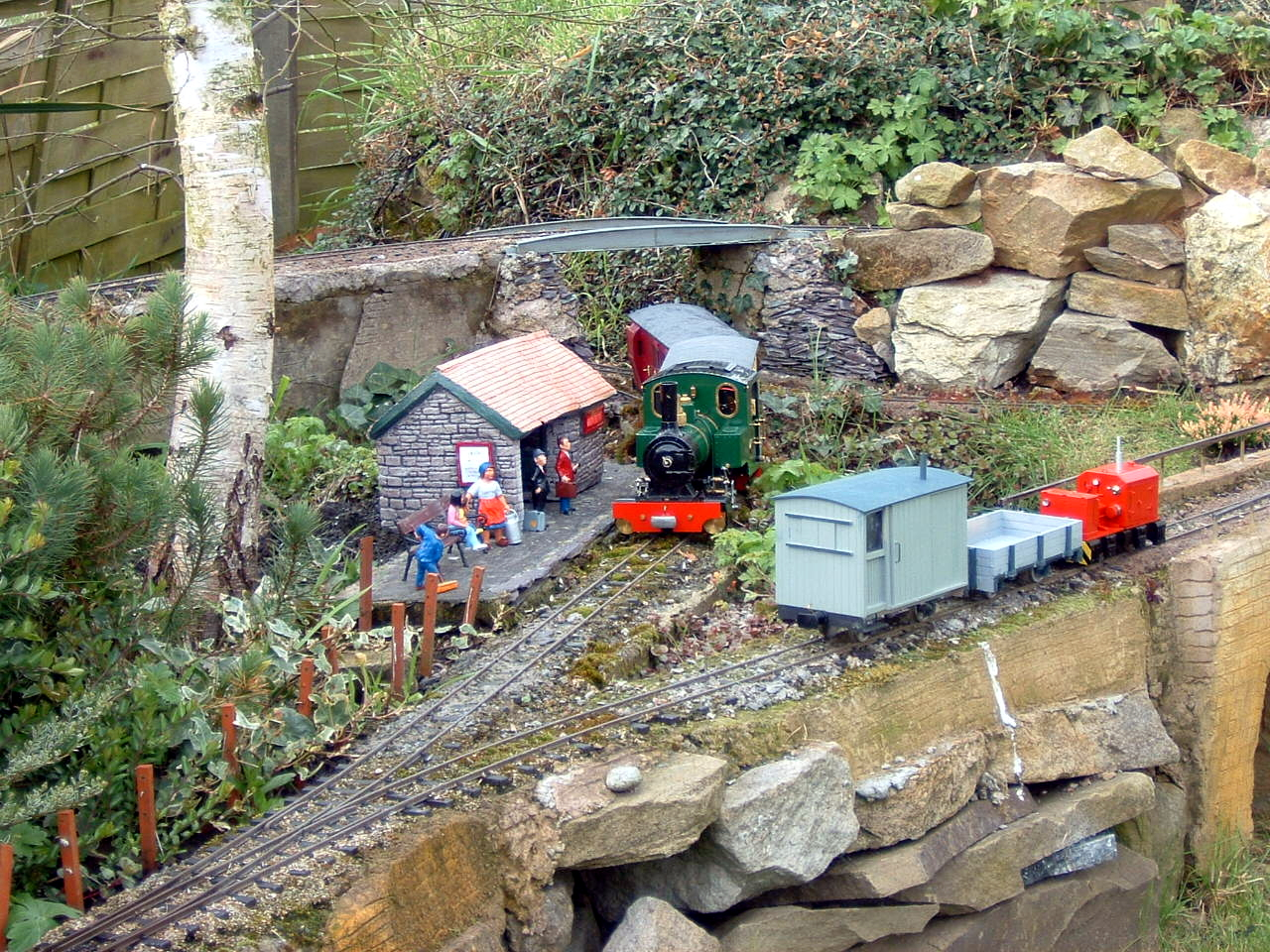
Um diorama completo com um trem de jardim.

O trem de jardim é um tipo de modelo do ferromodelismo destinado ao uso a céu aberto, geralmente num jardim. A bitola dos trilhos mais comum é de 45 mm, mas existem variantes que vão desde 32 até 185 mm (essa última, com possibilidade de levar pequenos passageiros).
A escala G é a mais popular para trens de jardim, mas a de 16 mm está crescendo no mercado, principalmente no Reino Unido.

## Histórico
O primeiro trem de jardim de que se tem notícia foi um trem a vapor na escala 1/5, instalado no parque Saint-Cloud por Napoleão III, provavelmente para a diversão de seu filho.
Em 1968 a Ernst Paul Lehmann Patentwerk criou a filial Lehmann-Groß-Bahn (ou Trem Grande de Lehmann), e começou a produzir trens e acessórios específicos para uso a céu aberto. Esses trens usavam a escala 1:22,5 reproduzindo protótipos da bitola estreita de 760 mm, com locomotivas e vagões curtos e altos, oferecendo um estilo bem diferente dos encontrados no ferromodelismo tradicional. 
Esses modelos representavam trens turísticos das pequenas linhas da Alemanha que eram comuns na Europa naquela época, e se adaptavam bem aos jardins, tendo algum sucesso. Ao longo dos anos, Lehmann ampliou sua gama de produtos e criou uma linha que representava trens americanos chamada Far–West.